# Ik (rijeka)
Ik (bašk.: Ыҡ, rus. Ик, tat.: Ык) rijeka je koja teče kroz Baškirijku, Tatarstan i Orenburšku oblast u Rusiji. Lijeva je pritoka rijeke Kame.
Rijeka je duga 571 km. Površina porječja iznosi 18.000 km2. Uglavnom teče kroz Buguljminsko-belebejevsku uzvisinu. Riječni režim je nivijalni. Prosječen istjek izmjeren u selu Nagajbakovu iznosi 45,5 m3/s. Zamrzava se u drugoj polovici studenoga, a odleđuje se sredinom travnja. Najznačajnije lijeve pritoke su Dimka, Mellja i Menezelja, a desna Usenj. Plovna je 100 km od ušća. Na rijeci se nalazi grad Oktjabriskij. U porječju rijeke prisutna je proizvodnja nafte.
Vremenska razlika između grada Bavlji u Tatarstanu i grada Oktjabriskij u Baškiriji iznosi dva sata jer Tatarstan koristi Moskovsko vrijeme, a Baškirija Ekaterinburško vrijeme. Zbog toga most koji povezuje ta dva grada prelazi preko granice koja slijedi tok rijeke Ik, šaljivo je nazvan „najduljim mostom na svijetu”.

## Vanjske poveznice
|  | Zajednički poslužitelj ima još gradiva o temi Ik (rijeka) |

- Ик, Velika sovjetska enciklopedija
- ИК  Arhivirana inačica izvorne stranice od 15. svibnja 2021. (Wayback Machine), Velika ruska enciklopedija
- Ik Hrvatska enciklopedija